# Аббас III
Аббас III (1732—1740) — шах Ірану в 1732—1736.

## Життєпис
Походив з династії Сефевідів. Син Тахмаспа II. Народився у січні 1732. У серпні того ж року повалено Тахмаспа II, а у вересні Надир-хан поставив шахом Аббаса III, який був номінальним володарем. Весь час правив Надир.
У 1736 Аббаса III повалено та відправлено до Сабхевара, де в цей перебував в ув'язненні раніше повалений Тахмасп. Правління династії Сефевідів в Ірані припинилося.
У 1738 перед походом проти Імперії Великих Моголів Надир Шах залишив намісником держави старшого сина Різу-Кулі-мірзу.
У 1740 прийшли чутки про смерть Надир Шаха, Реза-Кулі- мірза розпочав підготовку до взяття влади. Водночас хорасанський намісник Мухаммед Хусейн-хан Каджар попередив, що містяни Сабзевара начебто готують повстання для звільнення Аббаса і Тахмаспа Сефевідів. За наказом Рези-Кулі-мірзи Аббаса разом з батьком і молодшим братом Ісмаїлом було страчено в Сабзеварі.